# Dominique Quinio
Pour les articles homonymes, voir Quinio.
Dominique Quinio, née le 8 octobre 1952, est une journaliste, directrice du journal quotidien La Croix de 2005 à 2015,, présidente des Semaines sociales de France depuis 2016 et membre du Comité consultatif national d'éthique depuis 2016.

## Biographie
Dominique Quinio est  licenciée en lettres et diplômée du Centre de formation des journalistes de Paris.
En 1974, elle commence  comme  journaliste à La Charente libre.  Dès 1975, elle rejoint le quotidien La Croix.
Elle y est  secrétaire de rédaction, puis  rédactrice au service religion dont elle devient chef adjoint. En 1988, elle devient chef du service société, puis en 1990 rédactrice en chef du quotidien et éditorialiste. En  2000, elle est nommée  directrice adjointe puis directrice  en 2005, première femme à la tête d'un grand quotidien national, l'un des plus anciens  de la presse quotidienne française, succédant à Bruno Frappat.
Elle affirme être soucieuse de « résister à l’écume de l’actualité » : « On veut être une sorte de passeur, où l’on explique à la société ce que c’est d’être un croyant, et aux croyants ce qu’est la société »  tout en assumant les positions fermes de ce périodique contre le mariage pour tous, l’avortement ou l’euthanasie.
Durant sa direction, La Croix fait partie des titres qui résistent le mieux à la crise de la presse, grâce à un taux d’abonnements important parmi ses lecteurs et malgré un lectorat assez âgé en moyenne.
En automne 2014, elle annonce son intention de quitter ses fonctions et de prendre sa retraite en février 2015. Guillaume Goubert prend sa succession à partir de février 2015.
En 2016, elle est élue présidente des Semaines sociales de France, succédant à Jérôme Vignon.
En septembre 2016, elle est nommée membre du Comité consultatif national d’éthique pour les sciences de la vie et de la santé (CCNE). Elle remplace alors le théologien Xavier Lacroix, qui fut membre du CCNE de 2008 à 2016. Elle est signataire de la motion de réserve à l'avis 139 du CCNE (portant sur les "questions éthiques relatives aux situations de fin de vie : autonomie et solidarité"), qui s'oppose à une évolution législative sur l’aide active à mourir.

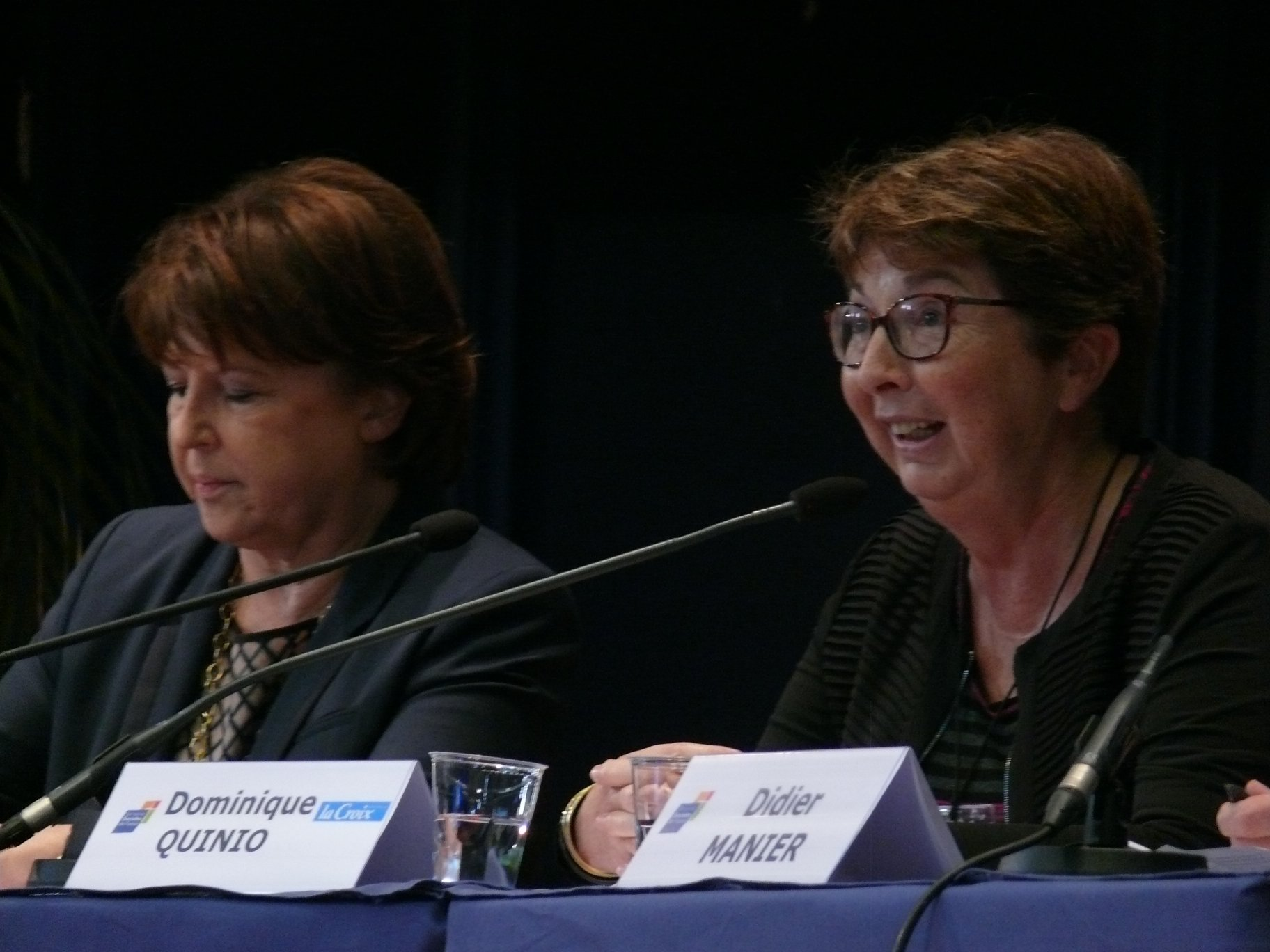
Dominique Quinio aux Semaines sociales de France 2014.

Elle a été auditrice de l'Institut des hautes études de défense nationale (IHEDN), membre du comité de la rédaction de la revue Études et du Haut conseil de la population et de la famille.

## Vie privée
Dominique Quinio est mariée et mère de quatre enfants.